# 1739

## أحداث
- بداية حرب أذن جينكنز في 22 أكتوبر 1739 والتي انتهت في 18 أكتوبر 1748.
- نهاية الحرب النمساوية الروسية العثمانية في 18 سبتمبر 1739 والتي بدأت في 1736.
- غزا نادر شاه عُمان على رأس 30 سفينة
- 1 يناير - اكتشاف جزيرة بوفيه على يد الفرنسي جان بابتسيت شارل بوفيه دي لوزييه في جنوب المحيط الأطلسي

## مواليد
- ألويس فريدريش فون برول
- إدوارد دوق يورك وألباني
- إلياس مارتن رسام سويدي
- بيتر أدولف هال
- بيترو كانتوني مهندس معماري سويسري
- بيير صامويل دو بونت
- توماس سكوت (سياسي) سياسي أمريكي
- جورج كلايمر سياسي أمريكي
- جورج كلينتون سياسي أمريكي
- جون روبيسون
- جوهانس زورن عالم نبات ألماني
- جيمس غوردون (سياسي أمريكي) سياسي من الولايات المتحدة الأمريكية
- فري جالفاو قس برازيلي
- ماريا يوزفا من بافاريا
- هنري جلان سياسي أمريكي
- هيو ديفيس
- ويليام كارمايكل دبلوماسي أمريكي
- ويليام هيوسون جراح وعالم تشريح ووظائف أعضاء إنجليزي.
- يوهان بكمان
- يوهان لودفيغ كريست عالم حشرات ألماني

## وفيات
- جيمس أندرسون
- شارل دو فاي
- ليو تشي